# Ristijärvi
För andra betydelser, se Ristijärvi (olika betydelser).
Ristijärvi är en kommun i landskapet Kajanaland i f.d. Uleåborgs län. Ristijärvi har cirka 1 210 invånare och har en yta på 897,93 km², varav 62,35 km² är vatten.
Grannkommuner är Puolanka, Hyrynsalmi, Kuhmo, Sotkamo och Paltamo.
Ristijärvi är enspråkigt finskt.

## Tätorter
Vid tätortsavgränsningen den 31 december 2021 fanns endast en tätort inom Ristijärvi kommuns område: Ristijärvi kyrkoby med 508 invånare.

## Politik

### Mandatfördelning i Ristijärvi kommun, valen 1976–2021
| 5 | 1 | 13 | 2 |

| 5 | 1 | 13 | 1 | 1 |

| 4 | 1 | 14 | 2 |

| 4 | 1 | 13 | 1 | 2 |

| 4 | 13 | 1 | 3 |

| 1 | 3 | 14 | 2 | 1 |

| 1 | 2 | 12 | 2 |

| 2 | 13 | 2 |

| 9 | 8 |

| 1 | 1 | 12 | 3 |

| 9 | 8 |

| 1 | 2 | 12 | 2 |

| 9 | 8 |

| 1 | 1 | 11 | 2 |

| 7 | 8 |

| 1 | 1 | 2 | 10 | 1 |

| 9 | 6 |

## Befolkningsutveckling
| Befolkningsutvecklingen i Ristijärvi kommun 1975–2020                                                        | Befolkningsutvecklingen i Ristijärvi kommun 1975–2020 | Befolkningsutvecklingen i Ristijärvi kommun 1975–2020 | Befolkningsutvecklingen i Ristijärvi kommun 1975–2020 | Befolkningsutvecklingen i Ristijärvi kommun 1975–2020 |
| --- | ----------------------------------------------------- | ----------------------------------------------------- | ----------------------------------------------------- | ----------------------------------------------------- |
| |                                                       |                                                       |                                                       |                                                       |
| År |                                                       |                                                       | Folkmängd                                             |                                                       |
| 1975 | 1975                                                  |                                                       | 2 728                                                 |                                                       |
| 1980 | 1980                                                  |                                                       | 2 469                                                 |                                                       |
| 1985 | 1985                                                  |                                                       | 2 329                                                 |                                                       |
| 1990 | 1990                                                  |                                                       | 2 150                                                 |                                                       |
| 1995 | 1995                                                  |                                                       | 2 045                                                 |                                                       |
| 2000 | 2000                                                  |                                                       | 1 796                                                 |                                                       |
| 2005 | 2005                                                  |                                                       | 1 626                                                 |                                                       |
| 2010 | 2010                                                  |                                                       | 1 513                                                 |                                                       |
| 2015 | 2015                                                  |                                                       | 1 351                                                 |                                                       |
| 2020 | 2020                                                  |                                                       | 1 235                                                 |                                                       |
| Anm: Uppgifterna avser förhållandena den 31 december nämnda år enligt områdesindelningen den 1 januari 2022. |                                                       |                                                       |                                                       |                                                       |